# Jagoda - Fragole al supermarket
Jagoda - Fragole al supermarket è un film del 2003 diretto da Dušan Milić. 
Il film, prodotto da Emir Kusturica, e interamente ambientato in un supermercato, coniuga due generi: commedia romantica e commedia satirica.

## Trama
Jagoda (Fragola) è una giovane cassiera di un nuovissimo supermarket americano aperto nel centro di una cittadina serba che, costretta a rimanere al lavoro fino a tardi per colpa della sua collega Ljubica (che le porta via anche l'uomo a cui si era interessata), rifiuta in malo modo di servire una anziana con la scusa della chiusura imminente. Il giorno dopo si presenta al supermercato Marko, il nipote della vecchina, armato fino ai denti e intenzionato ad avere giustizia nei confronti di chi ha trattato male la sua povera nonnina. Mentre all'esterno la polizia intervenuta per catturare il terrorista viene circondata da una folla di ultrà della Stella Rossa Belgrado che intona cori da stadio, Jagoda e Marko imparano a conoscersi e si innamorano poco per volta.

## Satira
Sebbene il film sia a tutti gli effetti una commedia leggera, tratta alcuni temi piuttosto sentiti dal popolo serbo, come l'occidentalizzazione e l'antiamericanismo. L'intero set del supermarket americano distrutto è una ben chiara metafora del disgusto espresso dal terrorista Marko verso tutto ciò che proviene dall'occidente (OGM, globalizzazione). Persino la polizia non è esente da dure critiche in questo senso, sia in modo goliardico (il chiassoso coro della folla) che in modo più diretto (nel film ci si riferisce a loro come servi degli americani).